# Vladímir Diadiún
Vladímir Serguéyevich Diadiún (en ruso: Владимир Сергеевич Дядюн; Omsk, Unión Soviética, 12 de julio de 1988) es un futbolista profesional ruso que juega como delantero.

## Clubes y estadísticas
Actualizado el 21 de mayo de 2022.
| Club                       | País          | Año           | Partidos | Goles |
| -------------------------- | ------------- | ------------- | -------- | ----- |
| F. C. Rubin Kazán          | Rusia         | 2007-2013     | 58       | 11    |
| F. C. Rostov (cedido)      | Rusia         | 2008          | 32       | 7     |
| F. C. Tom Tomsk (cedido)   | Rusia         | 2009          | 20       | 0     |
| Spartak Nalchik (cedido)   | Rusia         | 2010          | 28       | 10    |
| F. C. Dinamo de Moscú      | Rusia         | 2013-2014     | 19       | 0     |
| F. C. Rubin Kazán          | Rusia         | 2014-2017     | 36       | 2     |
| F. C. Rostov               | Rusia         | 2017-2018     | 16       | 1     |
| F. C. Baltika Kaliningrado | Rusia         | 2018-2019     | 27       | 5     |
| F. K. Jimki                | Rusia         | 2019-2021     | 37       | 7     |
| F. C. Fakel Vorónezh       | Rusia         | 2022          | 12       | 1     |
| Total carrera              | Total carrera | Total carrera | 270      | 44    |